# Šmarnica (trta)
Šmarnica je samorodna vinska trta, ki se je v naših krajih razširila po nesreči z vinskimi boleznimi v času po terezijanskih reformah. Oidij in peronospora sta skoraj zatrla gojenje trte na Kranjskem. Pridelovalci so se zatekli k samorodni trti, ki je bila odporna na omenjeni bolezni.
Značilnosti šmarnice so:
- je bela sorta grozdja
- odporna proti boleznim in pozebi
- je zelo aromatična
- jagode se rade osipajo

Šmarnico gojijo ponekod na Dolenjskem, Bizeljskem, Halozah ter Slovenskih goricah. Zaradi metilnega alkohola naj bi pitje šmarnice v večjih količinah povzročalo slepoto in duševne motnje. Prodaja vina iz grozdja samorodne trte je od septembra 2018 dovoljena, prej je bilo pa nezakonito.
Sodno medicinsko izvedensko mnenje iz leta 1970, ki ga je podpisal dr. Janez Milčinski spodbija obtožbe, da ima šmarnica preveč metilnega alkohola. Takratna analiza vzorcev je pokazala neznatne količine metilnega alkohola, prav tako pa niso našli drugih sestavin, ki bi lahko imele tako dramatične učinke, kot so jih pripisovali šmarnici. Takšni učinki da tudi niso značilni za zastrupitev z metilnim alkoholom in jih je pripisati kar etilnemu alkoholu, prisotnemu v vseh, tudi sortnih vinih, je tedaj ugotovil dr. Milčniski. 
Deciliter šmarnice na dan ureja prebavo in znižuje holesterol. Z encimi ureja delovanje trebušne slinavke in želodčnih sokov. V Avstriji jo zdravniki zelo priporočajo. 
Šmarnica je ta hip najbolj ekološka pijača, saj je v nasprotju z drugimi trtami in sadjem ni treba škropiti po vsakem dežju. Zaradi svoje velike odpornosti sploh ne potrebuje zaščite. 